# Ernst-Robert Grawitz
Pour les articles homonymes, voir Grawitz.
Ernst Robert Grawitz, né le 8 juin 1899 à Charlottenbourg (aujourd'hui quartier de Berlin, Empire allemand) et mort par suicide le 24 avril 1945 à Babelsberg (quartier de Potsdam, Troisième Reich), est un médecin allemand du Troisième Reich et de la Seconde Guerre mondiale.
Directeur adjoint de la Croix-Rouge allemande, Brigadeführer et Reichsarzt (en français: « médecin d'empire ») de la SS, il est coresponsable de l'assassinat en masse des handicapés et des Juifs et des expériences pseudo-médicales sur les prisonniers.

## Biographie

### Parcours
Né en 1899, il est issu d'une famille de professeurs de médecine, de réputation mondiale dans le milieu médical. Son père est Ernst Grawitz (de)(1860-1911), professeur d'hématologie, et son oncle est Paul Grawitz (de) (1850-1932) qui a laissé son nom à une forme de cancer du rein (tumeur de Grawitz).
Cet environnement familial l'incite très jeune à se tourner vers la profession médicale. Après sa libération d'un camp de prisonniers de guerre en 1919, il entreprend des études de médecine à l'université Humboldt de Berlin.
Dès le début de ses études, il milite dans diverses organisations d'extrême droite. En 1919, il fait partie de l'Einwohnerwehr Berlin (en français : « milice des Berlinois »), puis, en 1920, il prend part à la tentative de putsch de Kapp. Ensuite, il entre au Freikorps Olympia. 
En 1921, les Freikorps sont dissous par le gouvernement allemand, et la plupart des anciens membres rejoignent les partisans d'Adolf Hitler pour former l'essentiel de la branche paramilitaire du parti nazi, les SA.
Après la réussite de ses examens, il travaille jusqu'en 1929 comme assistant puis premier assistant de médecine interne à l'hôpital de Berlin-Westend, puis il s'installe comme spécialiste en médecine interne dans les environs de Berlin. En novembre 1931, il entre dans la SS, puis devient membre du NSDAP en 1932.
De 1933 à 1936, il travaille à nouveau en médecine interne à l'hôpital de Berlin-Westend. Le directeur de cet établissement décrit Grawitz « comme une personne absolument fidèle, honorable et fiable », mais il déplore cependant de ne pouvoir le faire admettre au poste de professeur de médecine, à cause de son engagement politique qui lui prend trop de temps. 
En 1936, Heinrich Himmler le nomme Reichsarzt SS und Polizei, chef du service de santé de la SS et de la police. En tant que Reichsarzt, il est directement subordonné à Himmler et est l'instance supérieure dans toutes les affaires médicales et sanitaires de la SS, notamment celles des expérimentations humaines.
Le 24 avril 1945, à son domicile de Potsdam dans le quartier de Babelsberg, il apprend que les dignitaires nazis de Berlin s'apprêtent à quitter la ville. Le soir même, il se suicide au cours d'un dîner familial, après avoir caché deux grenades sous la table, tuant aussi sa femme et ses deux enfants,.

### Personnalité
Yves Ternon dépeint Ernst Grawitz comme très méfiant, au point d'ouvrir tout le courrier lui-même. C'est quelqu'un qui parle beaucoup, et qui discute en empêchant son interlocuteur de parler. Il le présente ainsi :  
« un individu médiocre, arriviste, agressif et brutal, entièrement soumis à Himmler (...) Type même de l'adjudant cherchant à plaire à son chef qui ne lui cachait pas son mépris, il se comportait avec ses subordonnés avec une autorité violente (...) il doit demeurer dans l'histoire comme un personnage méchant et borné, certainement pas comme un monstre, ni un médecin maudit, mais le résultat du fanatisme et de la bureaucratie sur un esprit mauvais et peu doué ».
Durant le procès des Médecins, plusieurs accusés, comme Karl Gebhardt, reporteront toutes leurs responsabilités sur Grawitz et Himmler. Selon Gebhardt, Himmler était un imaginatif délirant et Grawitz un incapable borné ; les expériences qu'ils ont voulues ont bien été effectuées, mais en apportant un peu de rigueur pour éviter la pire des bêtises. Aux survivantes d'expériences qui viendront témoigner lors de son procès, Gerbhardt répondra : « je suis convaincu que, sans moi, aucune de ces polonaises ne vivrait aujourd'hui ».

## Implications et responsabilités
Lorsqu'il est nommé chef du service de santé de la SS, Grawitz se crée un état-major pour gonfler son importance, mais cette direction est plus théorique que réelle. Les services de santé SS sont composés de nombreux services distincts avec leur propre médecin-chef. Si la plupart des services n'ont d'autre rôle que de soigner le personnel, trois sont particuliers : celui chargé de la race et de la colonisation (médecin-chef  : Helmut Poppendick), celui des camps de concentration (Enno Lolling) et celui des Waffen-SS (Karl Genzken).

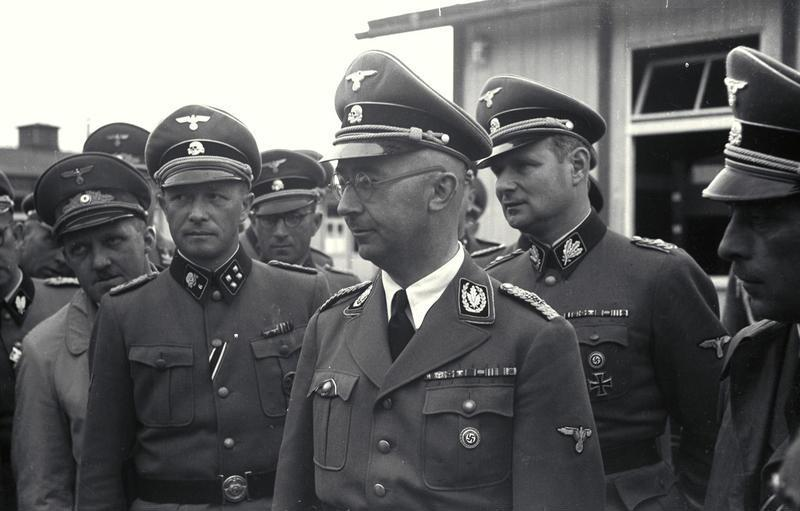
Himmler et son entourage en visite au camp de Mauthausen en 1941.

Lors des premiers mois, Grawitz essaye de réunir tous les mois les médecins-chefs qui dépendent de lui. Mais après quelques réunions sans intérêt, il finit par y renoncer.
Au sein de la hiérarchie nazie, il existe un jeu de pouvoirs et de rivalités visant à contourner, ou passer par-dessus, une instance immédiatement supérieure. Des médecins-chefs préfèrent s'adresser directement à Himmler, et Himmler peut transmettre ses ordres directement sans déléguer à Grawitz. Le régime nazi se caractérise par un « double contrôle » entrecroisé à tous les niveaux : ainsi, Grawitz est aussi supervisé par Karl Brandt dépendant directement de Hitler.  
S'il apparaît que Grawitz ne fut pas un intermédiaire constant, « de par sa position, sa responsabilité dans les crimes commis est totale, qu'il en ait été ou non l'instigateur ou l'intermédiaire ».  

### Directeur de la Croix-Rouge allemande
En 1937, Grawitz est placé par Adolf Hitler à la tête de la Croix-Rouge allemande (DRK), comme directeur adjoint et vice-président auprès du président titulaire, Charles-Édouard de Saxe-Cobourg et Gotha. La branche allemande de l'organisation internationale se trouve ainsi totalement asservie au régime nazi.

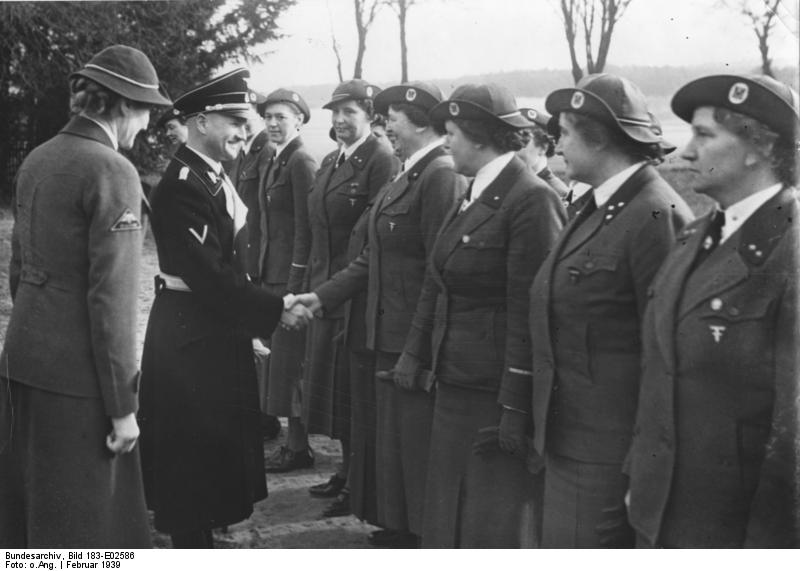
Grawitz inaugurant une école de la Croix-Rouge allemande en février 1939.

La nomination d'un membre important de la SS à la direction de la DRK s'explique surtout par les plans de guerre des nazis. 1936 fut pour Hitler le moment des résolutions les plus lourdes, comme il le dira lui-même plus tard, c'est cette année-là qu'il prit sa décision définitive concernant la guerre. Dans cet objectif, il était crucial que des pans entiers de la société soient adaptés aux besoins de la guerre. La DRK représentait, grâce à son expérience et ses ressources humaines, un appui précieux dans l'optique de la guerre totale.
À la mi-1937, Grawitz réorganise la structure de la DRK sans aucune base légale, faisant de ses diverses fédérations indépendantes des vassales de la structure nationale, ce qui est alors totalement contraire à la nature associative de l'organisation. Le 9 décembre 1937, une loi sur la DRK et de nouveaux statuts donnent une apparence légale à cette réorganisation.
Après le suicide de Grawitz en avril 1945, son successeur à la direction de la Croix-Rouge allemande (pour la dernière semaine de guerre) sera le médecin-général SS Karl Gebhardt.

### Expérimentations médicales nazies

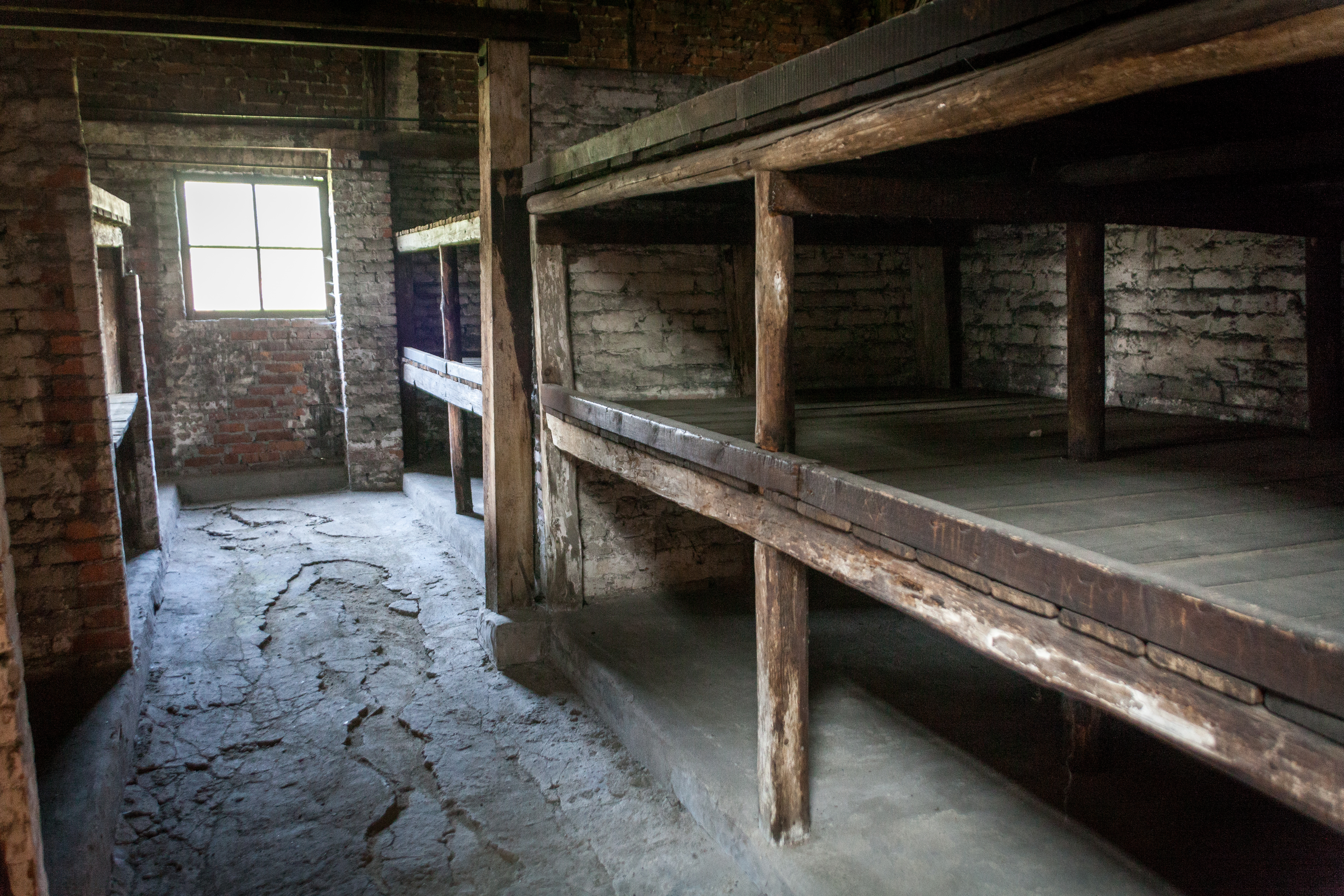
Dortoir du camp d'Auschwitz, photo prise en 2015.

Le rang hiérarchique de Grawitz, tout proche du sommet de la chaîne de santé SS, en fait l'un des principaux responsables des expériences médicales nazies.
Dès 1940, Grawitz informe Himmler des travaux du professeur Hirt qui étudie les effets de l'ypérite et les moyens de les traiter, ce qui sera testé en 1942 sur les  déportés.
Il devient le responsable direct de l'état sanitaire des camps de concentration à partir de 1943, par l'intermédiaire de l'Institut d'hygiène de la Waffen-SS dirigé par Joachim Mrugowsky. Grawitz a autorité directe sur les médecins expérimentateurs, qui sont le plus souvent attachés temporairement à un camp. Ces derniers agissent séparément des autres médecins qui, eux, appartiennent à l'administration ordinaire des camps et qui dépendent de Enno Lolling.
De 1942 à 1944, à Auschwitz, c'est une ambulance portant l'insigne de la Croix-Rouge allemande dont Grawitz est le président qui apporte le gaz des « actions spéciales ». Grawitz s'implique plus particulièrement dans les expériences de Ravensbrück en 1942 (sulfamides et greffes osseuses), et celles de Dachau en 1943 (hypothermie). 